# Мирні переговори між Українською Державою та РСФРР (1918)
Між Українською Державою та Російською Соціалістичною Федеративною Радянською Республікою протягом 23 травня — 4 жовтня 1918 тривали мирні переговори на конференції в Києві.
Для української сторони переговори з РСФРР диктувалися необхідністю вирішення проблем, що об'єктивно постали внаслідок розпаду Російської держави і самовизначення України. Для російської сторони — були вимушеним заходом, до якого її зобов'язував Берестейський мирний договір РСФРР з державами Четверного союзу від 3 березня 1918.
Наслідком перемовин стало укладання 12 червня 1918 року прелімінарного мирного договору.

## Хід переговорів
Переговори велись у формі пленарних засідань, на яких вирішувалися всі важливі питання, укладались угоди тощо. Крім того, у ході конференції, залежно від питань, що розглядалися, працювали відповідні комісії з політичних, економічних, фінансових, культурних питань, які готували відповідні матеріали до пленарних засідань. Російську делегацію очолювали Християн Раковський і Дмитро Мануїльський, українську — генеральний суддя Української Держави Сергій Шелухін. З української сторони у переговорах брали участь: Ігор Кістяківський, Петро Стебницький, Олександр Сливинський, Отто Ейхельман, Христофор Барановський, Адам Свіцин, Платон Линниченко, Олександр Шульгін, В'ячеслав Бронський, Герман Лерхе, Сергій Гутник, Євген Сокович, Петро Холодний, Микола Могилянський та ін.
- Члени делегації Української Держави на переговорах з РРФСР 1918 року. Сидять зліва направо: Олександр Сливинський, Сергій Шелухін, Дмитро Дорошенко, Отто Ейхельман, стоять : 1-й зліва Михайло Білинський, 5-й зліва Євген Мишковський.
- Діалектологічна мапа з межами поширення української мови, Московська діалектологічна комісія, 1914 рік.

12 червня 1918 був укладений прелімінарний мирний договір. За його умовами бойові операції на фронті мали припинитися на час ведення переговорів, визначались умови репатріації громадян обох держав, відновлення залізничного сполучення й повернення в Україну рухомого складу залізниць, перегнаного до Росії навесні 1918 року. Згідно з договором український уряд 22 червня 1918 прийняв постанову про заснування генеральних консульств Української Держави в Москві і Петрограді (нині м. Санкт-Петербург) та 30 консульських агентств в ін. містах Росії. В Україні були відкриті російські представництва: генеральні консульства в Києві, Харкові, Одесі та консульські агентства в Кам'янці-Подільському, Чернігові, Житомирі, Полтаві.

### Російсько-український кордон

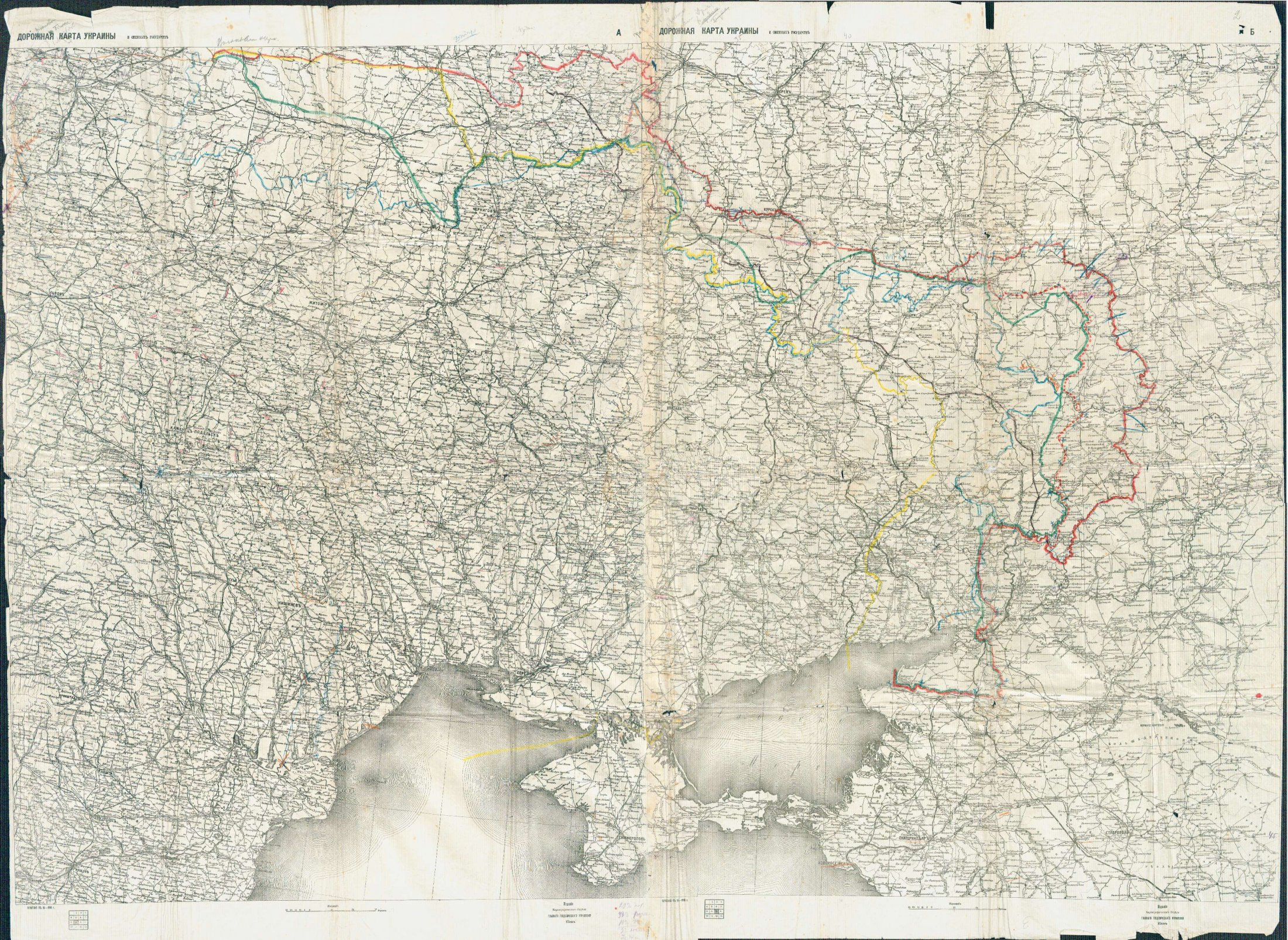
Дорожня карта України та суміжних держав, видана Картографічним відділом Головного геодезичного управління. Київ, березень 1918 року. Карта долучена до документів фонду особового походження Сергія Шелухіна, який у 1918 року очолював делегацію України на переговорах з РРФСР. На ній, окрім розмежування територій за етнічним складом населення, нанесено встановлений кордон України за результатами переговорів.

Головною метою конференції було вироблення умов мирного договору. Особливо ретельно обговорювалася проблема встановлення державних кордонів. Фактично всі наступні пленарні засідання так чи інакше зводилися до запеклих дискусій з цього приводу. Навмисно гальмуючи хід переговорів, російська делегація висловлювала незгоду з українським проектом кордонів, вважала його наступальним, експансивним щодо Росії. Зі свого боку, українську сторону не влаштовував російський проект, метою якого було задоволення великодержавницьких претензій РСФРР та її більшовицького уряду, намагання зруйнувати територіальну й економічну цілісність Української Держави. Суперечки між сторонами з цього приводу фактично завели переговори в глухий кут.

### Інші питання
На переговорах розглядалася низка питань: економічних, торгових, фінансово-розрахункових, поділу боргів і майна колишньої Російської імперії тощо. 7 липня досягнуто угоду про товарообмін. 25 липня — про поділ майна і боргів колиш. Рос. імперії. Українська Держава заявила свої права на частину майна і золотого фонду колишньої Російської імперії і зажадала цілковитого повернення вивезених з України до Росії культурних цінностей, що становили її культурно-історичну спадщину — Міністерство сповідань Української Держави склало списки майна культурного значення яке мало бути повернено в Україну. Однак до практичної реалізації цих угод справа не дійшла. Розгляд багатьох питань затягувався через зволікання переговорів рос. представниками. На початку жовтня 1918 переговори були перервані, не дійшовши до осн. мети — укладення мирного договору між обома державами. У ході переговорів чітко визначилися підходи обох сторін до вирішення важливих проблем українсько-рос. співіснування на новому міждерж. рівні. Вони відповідали політичним курсам урядів обох держав.
З анулюванням РСФРР 13 листопада 1918 Берестейського мирного договору з державами Четверного союзу вона звільнилася від виконання як брестських угод, так і тих, що були досягнуті під час українсько-російських переговорів.